# Ladoga xylostei
Ladoga xylostei är en fjärilsart som beskrevs av De Prunn 1798. Ladoga xylostei ingår i släktet Ladoga och familjen praktfjärilar. Inga underarter finns listade i Catalogue of Life.